# Henri Lauvaux
Henri Lauvaux (n. 9 octombrie 1900, Châlons-sur-Marne, Champagne-Ardenne, Franța – d. 19 iulie 1970, Paris, Région parisienne, Franța) a fost un fondist ce a reprezentat Franța, medaliat olimpic. A participat la două ediții ale Jocurilor Olimpice (1924, 1928) în care a câștigat o medalie de bronz în proba de cros pe echipe.

## Palmares
| An   | Competiție        | Locație                  | Loc | Eveniment      | Note    |
| ---- | ----------------- | ------------------------ | --- | -------------- | ------- |
| 1924 | Jocurile Olimpice | Paris, Franța            | 11  | 10 000 m       | 32:48,0 |
| 1924 | Jocurile Olimpice | Paris, Franța            | 5   | cros           | 36:44,8 |
| 1924 | Jocurile Olimpice | Paris, Franța            | 3   | cros pe echipe | 20 pct. |
| 1928 | Jocurile Olimpice | Amsterdam, Țările de Jos | –   | 10 000 m       | NT      |